# Chatswood (métro de Sydney)
Pour les articles homonymes, voir Chatswood.
Chatswood est une gare des trains de banlieue et une station du métro de Sydney en Australie. Elle est située dans le quartier de Chatswood à Willoughby en Nouvelle-Galles du Sud.

## Situation sur le réseau
Établie sur une plateforme aérienne, la station est située après North Ryde à l'ouest et constitue le terminus sud de la seule ligne du métro.

## Histoire
La gare est ouverte le 1er janvier 1890 en même temps que la ligne ferroviaire entre Hornsby et St Leonards.
Du 23 février 2009 au 29 septembre 2018, Chatswood est le terminus de la ligne de train de banlieue qui la relie à Epping. Le 26 mai 2019, elle devient le terminus sud de la première ligne du métro de l'agglomération mise en service à cette date.